# Eurovision Song Contest 2017
Eurovision Song Contest 2017, česky také Velká cena Eurovize 2017 (či jen Eurovize 2017), byl 62. ročník soutěže Eurovision Song Contest, který se konal v Kyjevě na Ukrajině, a to díky vítězství zpěvačky Džamaly s písní „1944“ na předchozím ročníku. Soutěž, organizovaná Evropskou vysílací unií (EVU) a stanicí Nacionalna suspilna teleradiokompanija Ukrajiny (UA:PBC), se konala v Mezinárodním výstavním centru. Semifinálová kola se uskutečnila 9. a 11. května, finále pak 13. května 2017. Moderátory přenosů byli televizní moderátoři Oleksandr Skičko, Volodymyr Ostapčuk a Timur Mirošnyčenko, teprve podruhé v historii soutěž nemoderovala žádná žena.
Soutěže se stejně jako v předchozím roce zúčastnilo 42 zemí. Do soutěže se po roční pauze vrátili Portugalsko a Rumunsko. Bosna a Hercegovina se nezúčastnila z finančních důvodů, Rusko se původně plánovalo zúčastnit, později ale odstoupilo, když vybraná interpretka Julija Samojlovová dostala zákaz vstoupit na Ukrajinu poté, co odehrála koncert na anektovaném Krymu.
Vítězem se stal portugalský zpěvák Salvador Sobral s písní „Amar pelos dois“. Skladba vyhrála u diváků i u porot a získala 758 bodů z 984 možných. Jednalo se o první vítězství země, která v soutěži debutovala před 53 lety a na vítězství tak čekala nejdéle.
Soutěž sledovalo 182 milionů diváků, což je o 22 milionů méně oproti předchozímu rekordnímu roku.

## Seznam účastníků

Mapa států podle semifinále:
Účastníci 1. semifinále
Státy s hlasovacím právem v 1. semifinále
Účastníci 2. semifinále
Státy s hlasovacím právem ve 2. semifinále

### První semifinále
Prvního semifinále se zúčastnilo celkem 18 zemí. Odehrálo se 9. května ve 21 hodin místního času. Hlasovat mohli diváci z těchto zemí a tří zemí tzv. Velké pětky, konkrétně z Itálie, Španělska a Spojeného království.
| Pořadí | Země        | Interpret            | Skladba           | Jazyk         | Umístění | Body |
| ------ | ----------- | -------------------- | ----------------- | ------------- | -------- | ---- |
| 1.     | Švédsko     | Robin Bengtsson      | „I Can't Go On“   | angličtina    | 3.       | 227  |
| 2.     | Gruzie      | Tamara Gachechiladze | „Keep the Faith“  | angličtina    | 11.      | 99   |
| 3.     | Austrálie   | Isaiah               | „Don't Come Easy“ | angličtina    | 6.       | 160  |
| 4.     | Albánie     | Lindita              | „World“           | angličtina    | 14.      | 76   |
| 5.     | Belgie      | Blanche              | „City Lights“     | angličtina    | 4.       | 165  |
| 6.     | Černá Hora  | Slavko Kalezić       | „Space“           | angličtina    | 16.      | 56   |
| 7.     | Finsko      | Norma John           | „Blackbird“       | angličtina    | 12.      | 92   |
| 8.     | Ázerbájdžán | Dihaj                | „Skeletons“       | angličtina    | 8.       | 150  |
| 9.     | Portugalsko | Salvador Sobral      | „Amar pelos dois“ | portugalština | 1.       | 370  |
| 10.    | Řecko       | Demy                 | „This Is Love“    | angličtina    | 10.      | 115  |
| 11.    | Polsko      | Kasia Moś            | „Flashlight“      | angličtina    | 9.       | 119  |
| 12.    | Moldavsko   | SunStroke Project    | „Hey Mamma“       | angličtina    | 2.       | 291  |
| 13.    | Island      | Svala                | „Paper“           | angličtina    | 15.      | 60   |
| 14.    | Česko       | Martina Bárta        | „My Turn“         | angličtina    | 13.      | 83   |
| 15.    | Kypr        | Hovig                | „Gravity“         | angličtina    | 5.       | 164  |
| 16.    | Arménie     | Artsvik              | „Fly with Me“     | angličtina    | 7.       | 152  |
| 17.    | Slovinsko   | Omar Naber           | „On My Way“       | angličtina    | 17.      | 36   |
| 18.    | Lotyšsko    | Triana Park          | „Line“            | angličtina    | 18.      | 21   |

### Druhé semifinále
Druhého semifinále se zúčastnilo celkem 18 zemí. Odehrálo se 11. května ve 21 hodin místního času. Hlasovat mohli diváci z těchto zemí, Ukrajiny a dvou zemí tzv. Velké pětky, konkrétně z Francie a Německa.
| Pořadí | Země       | Interpret                         | Skladba               | Jazyk                 | Umístění | Body |
| ------ | ---------- | --------------------------------- | --------------------- | --------------------- | -------- | ---- |
| 1.     | Srbsko     | Tijana Bogićević                  | „In Too Deep“         | angličtina            | 11.      | 98   |
| 2.     | Rakousko   | Nathan Trent                      | „Running on Air“      | angličtina            | 7.       | 147  |
| 3.     | Makedonie  | Jana Burčeska                     | „Dance Alone“         | angličtina            | 15.      | 69   |
| 4.     | Malta      | Claudia Faniello                  | „Breathlessly“        | angličtina            | 16.      | 55   |
| 5.     | Rumunsko   | Ilinca feat. Alex Florea          | „Yodel It!“           | angličtina            | 6.       | 174  |
| 6.     | Nizozemsko | OG3NE                             | „Lights and Shadows“  | angličtina            | 4.       | 200  |
| 7.     | Maďarsko   | Joci Pápai                        | „Origo“               | maďarština            | 2.       | 231  |
| 8.     | Dánsko     | Anja                              | „Where I Am“          | angličtina            | 10.      | 101  |
| 9.     | Irsko      | Brendan Murray                    | „Dying To Try“        | angličtina            | 13.      | 86   |
| 10.    | San Marino | Valentina Monetta a Jimmie Wilson | „Spirit of the Night“ | angličtina            | 18.      | 1    |
| 11.    | Chorvatsko | Jacques Houdek                    | „My Friend“           | angličtina, italština | 8.       | 141  |
| 12.    | Norsko     | Jowst                             | „Grab the Moment“     | angličtina            | 5.       | 189  |
| 13.    | Švýcarsko  | Timebelle                         | „Apollo“              | angličtina            | 12.      | 97   |
| 14.    | Bělorusko  | Naviband                          | „Story of My Life“    | běloruština           | 9.       | 110  |
| 15.    | Bulharsko  | Kristian Kostov                   | „Beautiful Mess“      | angličtina            | 1.       | 403  |
| 16.    | Litva      | Fusedmarc                         | „Rain of Revolution“  | angličtina            | 17.      | 42   |
| 17.    | Estonsko   | Koit Toome a Laura                | „Verona“              | angličtina            | 14.      | 85   |
| 18.    | Izrael     | Imri                              | „I Feel Alive“        | angličtina            | 3.       | 207  |

### Finále

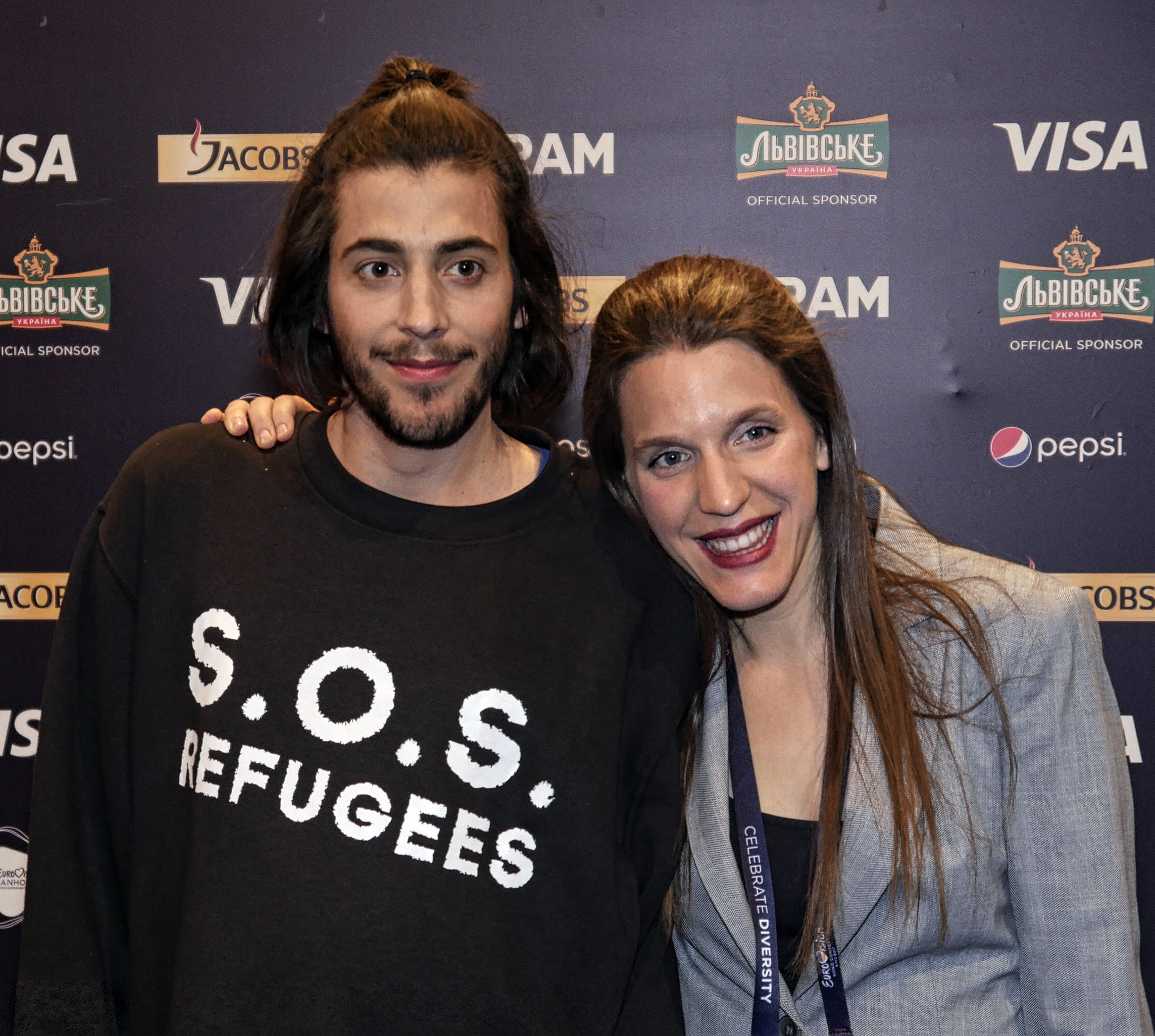
Salvador Sobral a jeho sestra Luísa

Finále se uskutečnilo 13. května ve 21 hodin místního času. Zúčastnilo se ho 26 zemí – 10 nejlepších z každého semifinále, státy z tzv. Velké pětky, které do finále postupují automaticky, a Ukrajina jakožto vítěz předchozího ročníku.
| Pořadí | Země               | Interpret                | Skladba                | Jazyk                     | Umístění | Body |
| ------ | ------------------ | ------------------------ | ---------------------- | ------------------------- | -------- | ---- |
| 1.     | Izrael             | Imri                     | „I Feel Alive“         | angličtina                | 23.      | 39   |
| 2.     | Polsko             | Kasia Moś                | „Flashlight“           | angličtina                | 22.      | 64   |
| 3.     | Bělorusko          | Naviband                 | „Story of My Life“     | běloruština               | 17.      | 83   |
| 4.     | Rakousko           | Nathan Trent             | „Running on Air“       | angličtina                | 16.      | 93   |
| 5.     | Arménie            | Artsvik                  | „Fly with Me“          | angličtina                | 18.      | 79   |
| 6.     | Nizozemsko         | OG3NE                    | „Lights and Shadows“   | angličtina                | 11.      | 150  |
| 7.     | Moldavsko          | SunStroke Project        | „Hey Mamma“            | angličtina                | 3.       | 374  |
| 8.     | Maďarsko           | Joci Pápai               | „Origo“                | maďarština                | 8.       | 200  |
| 9.     | Itálie             | Francesco Gabbani        | „Occidentali's Karma“  | italština                 | 6.       | 334  |
| 10.    | Dánsko             | Anja                     | „Where I Am“           | angličtina                | 20.      | 77   |
| 11.    | Portugalsko        | Salvador Sobral          | „Amar pelos dois“      | portugalština             | 1.       | 758  |
| 12.    | Ázerbájdžán        | Dihaj                    | „Skeletons“            | angličtina                | 14.      | 120  |
| 13.    | Chorvatsko         | Jacques Houdek           | „My Friend“            | angličtina, italština     | 13.      | 128  |
| 14.    | Austrálie          | Isaiah                   | „Don't Come Easy“      | angličtina                | 9.       | 173  |
| 15.    | Řecko              | Demy                     | „This Is Love“         | angličtina                | 19.      | 77   |
| 16.    | Španělsko          | Manel Navarro            | „Do It for Your Lover“ | španělština, angličtina   | 26.      | 5    |
| 17.    | Norsko             | Jowst                    | „Grab The Moment“      | angličtina                | 10.      | 158  |
| 18.    | Spojené království | Lucie Jones              | „Never Give Up on You“ | angličtina                | 15.      | 111  |
| 19.    | Kypr               | Hovig                    | „Gravity“              | angličtina                | 21.      | 68   |
| 20.    | Rumunsko           | Ilinca feat. Alex Florea | „Yodel It!“            | angličtina                | 7.       | 282  |
| 21.    | Německo            | Levina                   | „Perfect Life“         | angličtina                | 25.      | 6    |
| 22.    | Ukrajina           | O.Torvald                | „Time“                 | angličtina                | 24.      | 36   |
| 23.    | Belgie             | Blanche                  | „City Lights“          | angličtina                | 4.       | 363  |
| 24.    | Švédsko            | Robin Bengtsson          | „I Can't Go On“        | angličtina                | 5.       | 344  |
| 25.    | Bulharsko          | Kristian Kostov          | „Beautiful Mess“       | angličtina                | 2.       | 615  |
| 26.    | Francie            | Alma                     | „Requiem“              | francouzština, angličtina | 12.      | 135  |